# نيكولاس ديفيز (لاعب كريكت)
نيكولاس ديفيز (30 أبريل 1975 في المملكة المتحدة - )  (بالإنجليزية: Nicholas Davies)‏ هو لاعب كريكت بريطاني. لعب مع Herefordshire County Cricket Club ‏.

## وصلات خارجية
- نيكولاس ديفيز على موقع إي آس بي آن كريك إنفو (الإنجليزية)